# Лорін
Лорі́н Зіне́б Но́ра Тальяуї́ (швед. Lorine Zineb Nora Talhaoui, араб. لورين زينب نورا طلحاوي, відоміша як Лорін (швед. Loreen, МФА: [lɔˈreːn]); нар. 16 жовтня 1983, Стокгольм, Швеція) — шведська співачка мароккансько-берберського походження, представляла Швецію на пісенному конкурсі Євробачення 2012 року в Баку та пісенному конкурсі Євробачення 2023 року в Ліверпулі, де відповідно набрала 372 та 583 бали, і стала другою людиною (після Джонні Логана), яка двічі здобула перемогу на Євробаченні.

## Кар'єра
Лорін почала музичну діяльність 2004 року з участі на шведському музичному конкурсі «Idol 2004», на якому посіла четверте місце.
2005 року співачка випустила дебютний сингл «The Snake», спільно з гуртом «Rob'n'Raz». Надалі стала однією з ведучих телеканалу «TV11».
10 березня 2012 року стала переможницею популярного шведського телеконкурсу «Melodifestivalen», що дало їй право представити свою країну на щорічному пісенному конкурсі пісні «Євробачення». Конкурсна пісня «Euphoria» була виконана у другому півфіналі. За результатами півфіналу, який відбувся 24 травня, композиція пройшла до фіналу. З 372 балами пісня перемогла на конкурсі.
На початку травня 2012 року європейські букмекери оприлюднили свої таблиці, перемогу в конкурсі Євробачення вони пророкували саме Лорін.
У 2013 році Лорін приїжджала до України з концертом в Одесі.
У 2017 році Лорін знову боролася за право представляти Швецію на пісенному конкурсі Євробачення, яке проходило у Києві з синглом «Statements», проте, не змогла пройти до фіналу.
У 2023 році Лорін повертається на шведський національний відбір до конкурсу Євробачення «Melodifestivalen» з піснею «Tattoo». Після оприлюднення кадрів з репетиції Лорін на сцені, шанси на перемогу Швеції у Євробаченні 2023 на думку букмекерів стрімко зросли.
11 березня 2023 року Лорін стала переможницею «Melodifestivalen 2023» та отримала право вдруге представити Швецію на конкурсі Євробачення 2023 року у Ліверпулі із синглом «Tattoo». Вона посіла в ньому перше місце, таким чином ставши другою людиною в історії (і першою жінкою), яка виграла змагання двічі.

## Особисте життя
На початку 2017 року Лорін повідомила про свою бісексуальність. У березні 2021 року Лорін розповіла, що у неї є хлопець.

## Дискографія
- Heal (2012)
- Ride (2017)

## Нагороди і номінації

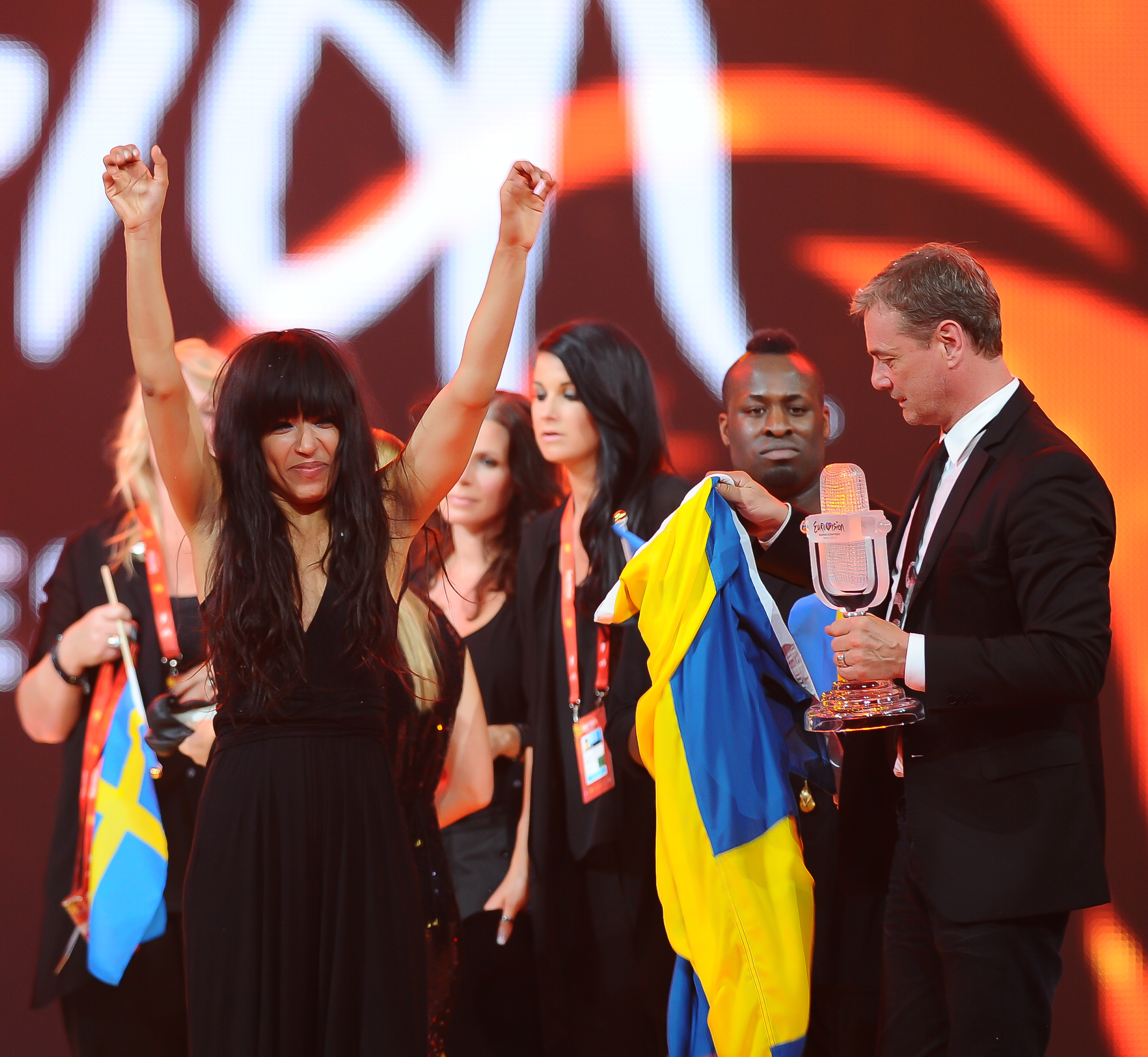
Лорін отримує нагороду на Євробачення 2012 в Баку

| Рік  | Нагорода                | Категорія                                                  | Номінант / робота                                           | Результат | Прим.  |
| ---- | ----------------------- | ---------------------------------------------------------- | ----------------------------------------------------------- | --------- | ------ |
| 2012 | Gaygalan Awards         | Swedish Song of the Year                                   | «My Heart Is Refusing Me»                                   | Перемога  | [ 18 ] |
| 2012 | MTV Europe Music Awards | Best Swedish Act                                           | Лорін                                                       | Перемога  | [ 19 ] |
| 2012 | MTV Europe Music Awards | Best European Act                                          | Лорін                                                       | Номінація | [ 19 ] |
| 2012 | Rockbjörnen             | Best Female Artist                                         | Лорін                                                       | Перемога  | [ 20 ] |
| 2012 | Rockbjörnen             | Best Song                                                  | «Euphoria»                                                  | Перемога  | [ 20 ] |
| 2012 | World Music Awards      | Best Female Artist                                         | Лорін                                                       | Номінація | [ 21 ] |
| 2012 | World Music Awards      | Best Entertainer of the Year                               | Лорін                                                       | Номінація | [ 22 ] |
| 2012 | World Music Awards      | Best Song                                                  | «Euphoria»                                                  | Номінація | [ 23 ] |
| 2012 | Premios 40 Principales  | Mejor Canción Internacional en Lengua No Española          | «Euphoria»                                                  | Номінація | [ 24 ] |
| 2013 | Grammis                 | Song of the Year                                           | «Euphoria»                                                  | Номінація | [ 25 ] |
| 2013 | Grammis                 | Artist of the Year                                         | Лорін                                                       | Номінація | [ 25 ] |
| 2013 | Grammis                 | Internationally Most Successful Swedish Artist of the Year | Лорін                                                       | Номінація | [ 25 ] |
| 2013 | Gaygalan Awards         | Swedish Song of the Year                                   | «Euphoria»                                                  | Перемога  | [ 26 ] |
| 2013 | Gaygalan Awards         | Artist of the Year                                         | Herself                                                     | Номінація | [ 27 ] |
| 2013 | Radio Regenbogen Award  | Listeners Award                                            | «Euphoria»                                                  | Перемога  | [ 28 ] |
| 2013 | Rockbjörnen             | Best Live Act                                              | «Wonk Eurovision 2013»                                      | Номінація | [ 29 ] |
| 2013 | Rockbjörnen             | Best Song                                                  | «We Got the Power»                                          | Номінація | [ 29 ] |
| 2013 | Rockbjörnen             | Best Female Artist                                         | Лорін                                                       | Номінація | [ 29 ] |
| 2013 | World Music Awards      | Best Female Artist                                         | Лорін                                                       | Номінація | [ 30 ] |
| 2013 | World Music Awards      | Best Artist                                                | Лорін                                                       | Номінація | [ 31 ] |
| 2013 | World Music Awards      | Best Live Act                                              | Лорін                                                       | Номінація | [ 32 ] |
| 2013 | World Music Awards      | Best Song                                                  | «Euphoria»                                                  | Номінація | [ 33 ] |
| 2013 | World Music Awards      | Best Video                                                 | «Euphoria»                                                  | Номінація | [ 34 ] |
| 2014 | Gaygalan Awards         | Swedish Song of the Year                                   | «We Got the Power»                                          | Номінація | [ 35 ] |
| 2014 | Spirit Music Awards     | Best Album Dance/Electronic                                | Heal (2013 Edition)                                         | Номінація | [ 36 ] |
| 2014 | Rockbjörnen             | Best Song                                                  | «Son» (feat. Ingá-Máret Gaup-Juuso)                         | Номінація | [ 37 ] |
| 2014 | Rockbjörnen             | Best Live Act                                              | 12 September 2013, Gröna Lund                               | Номінація | [ 37 ] |
| 2014 | Rockbjörnen             | Best Fans                                                  | Warriors                                                    | Номінація | [ 37 ] |
| 2014 | Scandipop Awards        | Best Electropop                                            | «Requiem Solution» (with Kleerup)                           | Номінація | [ 38 ] |
| 2016 | Scandipop Awards        | Best Female Artist                                         | Лорін                                                       | Номінація | [ 39 ] |
| 2016 | Scandipop Awards        | Best Dancepop                                              | «Paper Light (Higher)»                                      | Номінація | [ 39 ] |
| 2016 | Scandipop Awards        | Best Video                                                 | «Paper Light (Higher)»                                      | Номінація | [ 39 ] |
| 2016 | Scandipop Awards        | Most Memorable Live Performance                            | «Paper Light (Higher)» (Melodifestivalen 2015 interval act) | Номінація | [ 39 ] |
| 2018 | Scandipop Awards        | Best Alternapop Song                                       | «Statements»                                                | Перемога  | [ 40 ] |